# Halle d'Estissac
La halle d'Estissac est une halle située sur la commune d'Estissac, dans le département de l'Aube, en France.

## Historique
L'édifice est inscrit au titre des monuments historiques en 1990.